# Pňov-Předhradí
Pňov-Předhradí é uma comuna checa localizada na região da Boêmia Central, distrito de Kolín.